# Daxue Shan
Daxue Shan (chinesisch 大雪山, Pinyin Dàxuě Shān) bzw. Da Xueshan (Dà Xuěshān; 'Großes Schneegebirge') ist ein Gebirge in der Provinz Sichuan im Südwesten Chinas, das höchste im Hengduan Shan. Es liegt im Autonomen Bezirk Garzê (Kardze) der Tibeter.
Es ist die Wasserscheide zwischen Yalong Jiang (tib. nyag chu) und Dadu He (tib. rgyal rong rgyal mo rngul chu).
Das Gebirge erstreckt sich über ca. 400 km, sein höchster Gipfel ist der Gongga Shan (tib. gangs dkar ri) (7556 m) im Süden des Kreises Kangding. Es ist mit Nadelwäldern und Bergsteppen überzogen. In seinen höchsten Teilen gibt es Gletscher.
Die Sichuan-Tibet-Straße (Chuan-Zang gonglu) führt durch das Gebirge.
Beim Langen Marsch wurde das Gebirge von der Chinesischen Roten Armee der Arbeiter und Bauern (Zhōngguó Gōng-Nóng Hóngjūn) im Mai 1935 durchquert.